# Ньюстед, Джейсон
Джейсон Кёртис Ньюстед (англ. Jason Curtis Newsted; 4 марта 1963, Батл-Крик, Мичиган) — американский рок-музыкант (басист, гитарист), третий бас-гитарист группы Metallica, композитор и художник.

## Биография

### Ранние годы
Джейсон Кёртис Ньюстед родился 4 марта 1963 года в Батл-Крик и вырос в городке Найлс, Мичиган, США.
Будучи подростком, Джейсон увлёкся «тяжёлой» музыкой, и у него возник интерес к игре на гитаре. А вдохновил его взяться за бас-гитару Джин Симмонс из популярной рок-группы Kiss. Джейсон несколько раз пытался отказаться от будущего в качестве музыканта, но всякий раз возвращался к музыке снова. Вскоре он накопил денег на качественную бас-гитару и стал играть в группе Gangster, гитарист которой, Том Хамлин, многому его научил и стал практически его наставником.

### Flotsam and Jetsam (1984—1986)
В начале музыкальной карьеры Ньюстед играл в коллективе Flotsam and Jetsam на басу, участвовал в записи альбома Doomsday for the Deceiver и являлся соавтором большинства песен.

### Metallica(1986—2001)
Только-только появившаяся на свет Metallica была главным вдохновителем Джейсона и его группы. Ньюстед был большим фанатом Клиффа Бёртона и часто ходил на концерты со своими друзьями, чтобы полюбоваться на талантливого басиста. Как сам он признался в интервью 2001 года:
Я видел Metallica, когда Клифф был жив. В Финиксе с W.A.S.P., до выхода Master of Puppets. В первом ряду. Как раз напротив Клиффа Бёртона, боготворя, истекая слюной, по-сумасшедшему мотая башкой. Четырнадцать баксов за футболку, которые были всеми деньгами на свете в те времена. Мы отправились только посмотреть на Metallica. Как только она закончила выступление, мы ушли. Они просто "крушили", и мы знали, всё, что они делают, идёт от сердца. Клифф Бёртон был для меня богом. Он был гуру. Никто до него и никто сейчас не может играть так, как играл он. Люди копируют его, но ни у кого нет такого внутреннего драйва.
Для Джейсона серьёзным потрясением была смерть Клиффа в 1986 году. В своём интервью он также рассказывал, что его «слёзы текли по газетному листу и медленно впитывались в его напечатанную фотографию», и они с друзьями «носили чёрные напульсники во время следующего выступления».
Две недели спустя Джейсон был уже в Сан-Франциско, на прослушивании Metallica в качестве нового басиста. Обойдя 40 соперников, среди которых были Лес Клэйпул, Трой Грегори и Вилли Ланж, он был принят в группу. Но не всё было так гладко. Ещё не оправившиеся после смерти Клиффа Джеймс Хэтфилд, Кирк Хэмметт и Ларс Ульрих неоднократно пытались выместить свой негатив на Джейсоне, которому приходилось всё это терпеть.
Мы скорбели через гнев. “Ты здесь вместо Клиффа, так вот что ты получишь”. Это была терапия для нас.Джеймс Хэтфилд
В 2001 году Ньюстед, проработав в «Металлике» 14 лет, покинул группу, обосновывая уход проблемами со здоровьем и личными причинами. Как выяснилось позже, это случилось из-за того, что Хэтфилд отказал Ньюстеду в поездке в турне с собственным проектом Echobrain. К тому же в тот момент у всех участников группы, кроме Ньюстеда, уже были семьи, и достаточно большую часть времени они проводили вместе с родными, на что негативно отреагировал Ньюстед, как он признался в первой части документального фильма Some Kind of Monster. Но также ещё одна причина его ухода из группы — непрекращающаяся дедовщина. Ньюстед покинул группу 27 сентября 2001 года. Дата была выбрана не случайно, т. к. 27 сентября 1986 года погиб Клифф Бёртон.

### Дальнейшая карьера (с 2001)
После ухода из «Металлики» Ньюстед принимает приглашение присоединиться к Voivod в качестве басиста, а также занимается своими сольными проектами: Echobrain, Papa Wheelie, Rock Star Supernova и выступает в качестве сессионного музыканта.
В 2006 году музыкант получил травмы рук из-за упавшего на него усилителя и 9 месяцев не мог играть. В это время он занялся живописью и устраивал свои выставки.
Позже Ньюстед стал обладателем независимого лейбла, ушёл из группы Voivod, периодически играл сессионным музыкантом у Оззи Осборна.
В ноябре 2012 года Джейсон Ньюстед объявил о возвращении к творческой деятельности с новым проектом «Newsted». 8 января 2013 года Ньюстед выпустил мини-альбом под названием «Metal», в который вошли 4 песни, официально доступные только через iTunes, а позже, 6 августа 2013 года, он выпустил полноценный альбом «Heavy Metal Music», включающий в себя 11, 14 или 15 треков (в зависимости от издания альбома).
11 августа 2013 Ньюстед вместе с Megadeth в качестве вокалиста исполнил песню Metallica «Phantom Lord», авторство которой принадлежит Дейву Мастейну.

## Личная жизнь
В 1988 году Джейсон женился на Джуди Ньюстед, однако позже они поняли, что их брак был ошибкой, и развелись к моменту записи Чёрного альбома.
Долгое время Джейсон утверждал, что никогда больше не женится и не будет иметь детей, так как это отвлечёт его от музыки. Однако в октябре 2012 года он женился на своей подруге Николь Смит, с которой был знаком 11 лет.
Такая у меня была жизнь, так я жил. Я объехал весь мир 4 или 5 раз к тому моменту, когда мне исполнилось 35 или около того, поэтому мне пришлось во всё это вносить поправки, по крайней мере, дать всему оценку. И однажды я нашёл человека, который принял всю мою беготню, странную жизнь и прочее, этого человека я реально хотел удержать
У него есть две собаки, Коби и Кая, которым он посвящает свободное время.
- Будучи подростком, жил в 5 милях от фабрики по производству гитар Gibson[10].
- У Ньюстеда близорукость, поэтому иногда он носит очки[10].
- Любимые группы Ньюстеда: Kiss, Black Sabbath, Rush, Sepultura, Massive Attack, Soulfly[10].

## Дискография
| Echobrain - Echobrain (2002) - Glean (2004) Flotsam and Jetsam - Doomsday for the Deceiver (1986) Gov't Mule - The Deep End, Volume 2 (2002) IR8/Sexoturica - IR8 vs. Sexoturica (1994) Metallica - The $5.98 E.P.: Garage Days Re-Revisited (1987) - ...And Justice for All (1988) - Metallica — (1991) - Live Shit: Binge & Purge — (1993) - Load — (1996) - Reload — (1997) - Garage Inc. — (1998) - S&M — (1999) - I Disappear (сингл) — (2000) - Six Feet Down Under — (2010) Moss Brothers - Electricitation (2001) Papa Wheelie - Unipsycho (2002) - Live Lycanthropy (2003) | Rock Star Supernova - Rock Star Supernova (2006) Voivod - Voivod (2003) - Katorz (2006) - Infini (2009) Newsted - Metal (2013) - Heavy Metal Music (2013) DVD и видео - Metallica - 1989 2 of One - 1992 A Year and a Half in the Life of Metallica - 1992 Live Shit: Binge & Purge - 1998 Cunning Stunts - 1999 S&M - 2001 Classic Albums: Metallica - The Black Album - 2004 Some Kind Of Monster - 2006 The Videos 1989-2004 |